# 宮山台
宮山台（みややまだい）は大阪府堺市南区の地名。現行行政地名は宮山台一丁から宮山台四丁。住居表示は実施済み。

## 地名の由来
西南部の山林に境内をもつ多治速比売神社にちなんでいる。まちびらきは1967年（昭和42年）12月。

## 気候
宮山台が位置する堺市の気候は瀬戸内式気候に属し、平均気温はおよそ16～17℃と温暖であり、降水量は年間1,000～1,500mm程度で全国的に見ても少ない方である。

## 世帯数と人口
2020年（令和2年）3月31日現在（堺市発表）の世帯数と人口は以下の通りである。
| 丁目       | 世帯数    | 人口    |
| ---------- | --------- | ------- |
| 宮山台一丁 | 744世帯   | 1,676人 |
| 宮山台二丁 | 108世帯   | 196人   |
| 宮山台三丁 | 421世帯   | 959人   |
| 宮山台四丁 | 806世帯   | 1,694人 |
| 計         | 2,079世帯 | 4,525人 |

### 人口の変遷
国勢調査による人口の推移。
| 1995年（平成7年）  | 6,347人 | [ 8 ]  |  |
| 2000年（平成12年） | 5,740人 | [ 9 ]  |  |
| 2005年（平成17年） | 5,325人 | [ 10 ] |  |
| 2010年（平成22年） | 5,137人 | [ 11 ] |  |
| 2015年（平成27年） | 4,419人 | [ 12 ] |  |

### 世帯数の変遷
国勢調査による世帯数の推移。
| 1995年（平成7年）  | 2,117世帯 | [ 8 ]  |  |
| 2000年（平成12年） | 2,061世帯 | [ 9 ]  |  |
| 2005年（平成17年） | 2,070世帯 | [ 10 ] |  |
| 2010年（平成22年） | 2,055世帯 | [ 11 ] |  |
| 2015年（平成27年） | 1,883世帯 | [ 12 ] |  |

## 小中学校の校区
市立小・中学校に通う場合、校区は以下の通りとなる
| 丁  | 番地 | 小学校             | 中学校             |
| --- | ---- | ------------------ | ------------------ |
| 1丁 | 全域 | 堺市立宮山台小学校 | 堺市立宮山台中学校 |
| 2丁 | 全域 | 堺市立宮山台小学校 | 堺市立宮山台中学校 |
| 3丁 | 全域 | 堺市立宮山台小学校 | 堺市立宮山台中学校 |
| 4丁 | 全域 | 堺市立宮山台小学校 | 堺市立宮山台中学校 |

## 事業所
2016年（平成28年）現在の経済センサス調査による事業所数と従業員数は以下の通りである。
| 丁目             | 事業所数 | 従業員数 |
| ---------------- | -------- | -------- |
| 宮山台一丁・二丁 | 10事業所 | 56人     |
| 宮山台三丁       | 30事業所 | 156人    |
| 宮山台四丁       | 16事業所 | 129人    |
| 計               | 56事業所 | 341人    |

## 施設
- 堺市立宮山台小学校[16]
- 堺市立宮山台中学校[16]
- 宮山台こども園[16]
- 荒山公園[16]

## 交通

### 鉄道
町内に駅は無く、南海泉北線泉ケ丘駅が最寄駅になっている。

### バス
南海バス泉北泉ヶ丘地区線「宮山台回り(15系統)」

## その他

### 日本郵便
- 郵便番号 : 590-0101[3]（集配局：泉北郵便局[18]）。